# Thecodiplosis japonensis
Thecodiplosis japonensis är en tvåvingeart som beskrevs av Tohru Uchida och Inouye 1955. Thecodiplosis japonensis ingår i släktet Thecodiplosis och familjen gallmyggor. Inga underarter finns listade i Catalogue of Life.